# Majdan Bobowski
Majdan Bobowski (prononciation : [ˈmai̯dan bɔˈbɔfski]) est un village polonais de la gmina d'Urzędów dans le powiat de Kraśnik de la voïvodie de Lublin dans l'est de la Pologne.

## Histoire
De 1975 à 1998, le village est attaché administrativement à l'ancienne Voïvodie de Lublin.

Depuis 1999, il fait partie de la nouvelle voïvodie de Lublin.